# Paravelleda pulchra
Paravelleda pulchra är en skalbaggsart som beskrevs av Stefan von Breuning 1938. Paravelleda pulchra ingår i släktet Paravelleda och familjen långhorningar.
Artens utbredningsområde är:
- Malawi.
- Zimbabwe.

Inga underarter finns listade i Catalogue of Life.